# Luis Alberto Gutiérrez
Luis Alberto Gutiérrez Herrera (Santa Cruz de la Sierra, 1985. január 15. –) bolíviai labdarúgó, a Club Bolivar hátvédje.